# Józef Sandel

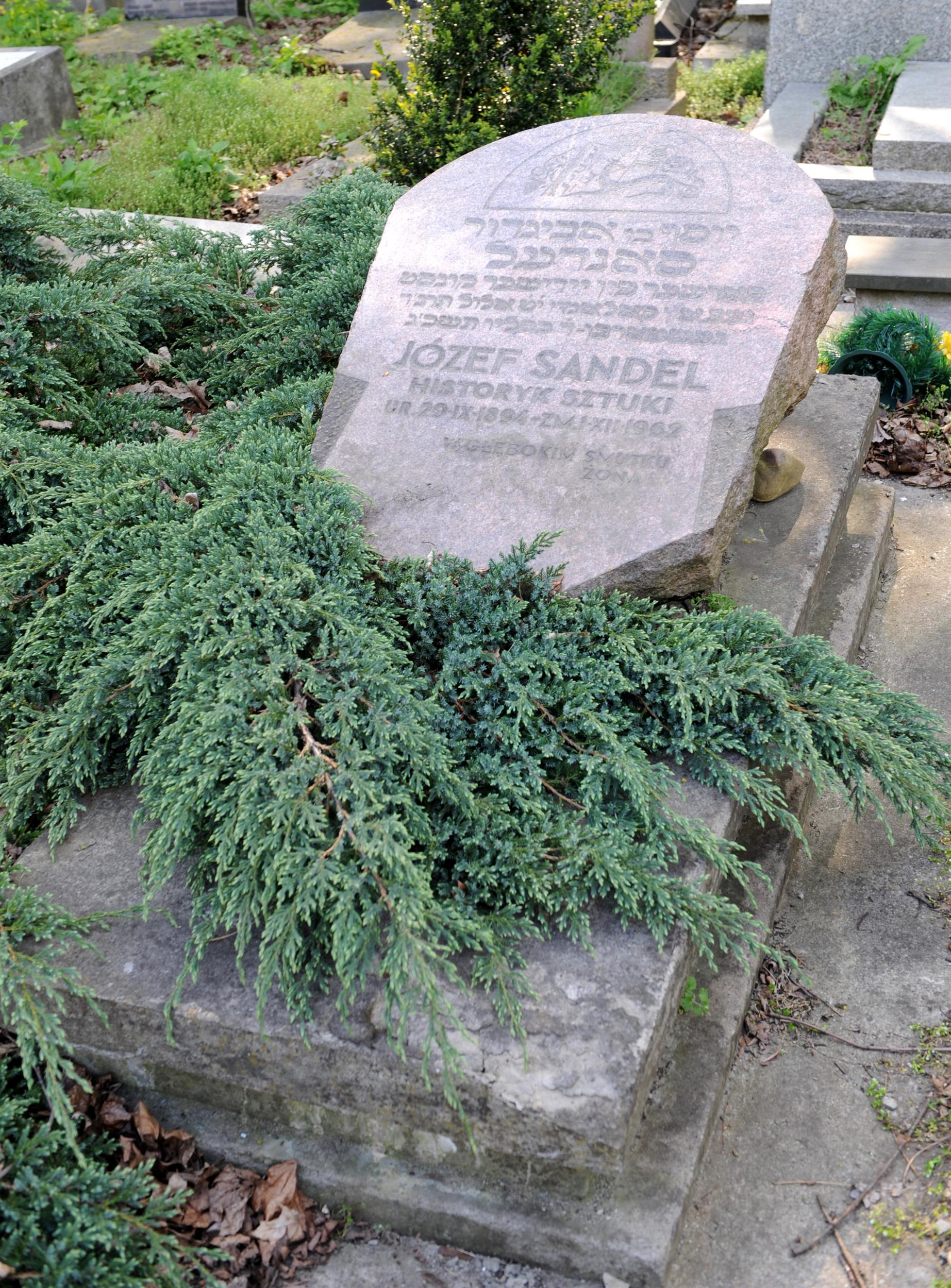
Grób Józefa Sandela na cmentarzu żydowskim w Warszawie

Józef Sandel (jid. יוסף סאנדעל; ur. 29 września 1894 w Kołomyi, zm. 1 grudnia 1962 w Warszawie) – polski historyk sztuki i publicysta żydowskiego pochodzenia, działacz Żydowskiego Towarzystwa Krzewienia Sztuk Pięknych w Warszawie.
Był najmłodszym z siedmiorga dzieci Awigdora Sandla. Ukończył szkołę powszechną im. barona M. Hirscha w Kołomyi.
Pochowany jest na cmentarzu żydowskim przy ulicy Okopowej w Warszawie (kwatera 7, rząd 2). 
Jego żona, Ernestyna Podhorizer-Sandel (1903–1984) była wieloletnim kustoszem Muzeum Żydowskiego Instytutu Historycznego, autorką życiorysów do Słownika Artystów Polskich.

## Twórczość
- 1957: Żydowscy artyści plastycy ofiary hitlerowskiej okupacji w Polsce, cz. 2
- 1957: Żydowscy artyści plastycy ofiary hitlerowskiej okupacji w Polsce, cz. 1
- 1954: Motywy żydowskie w sztuce polskiej
- 1952: Szmul Hirszenberg. Jego życie i twórczość